# Wasserärmel

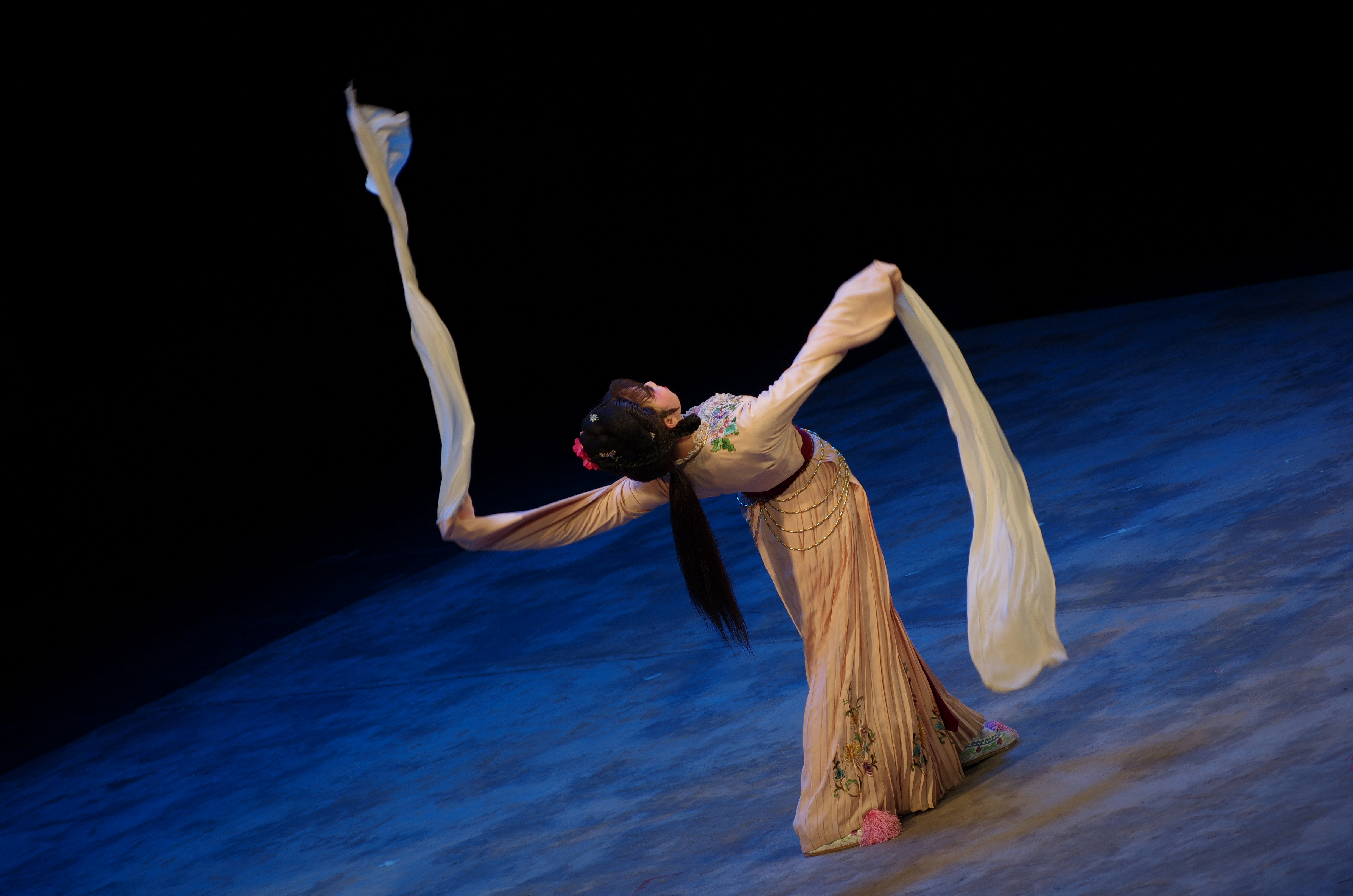
Tanz mit Wasserärmeln in einer Shaoxing-Opernaufführung

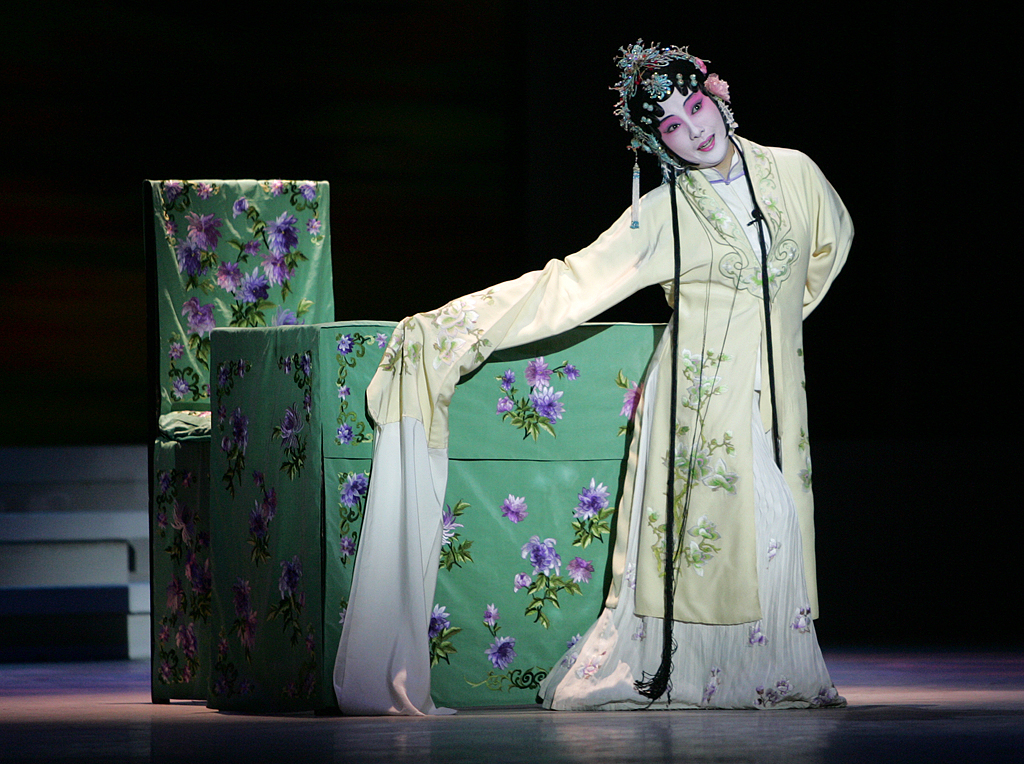
Eine Kunqu-Darstellerin mit Wasserärmel.

Wasserärmel (chinesisch 水袖, Pinyin shuǐxiù) sind ein wichtiger Bestandteil vieler Kostüme der traditionellen chinesischen Oper. 
Sie bestehen aus einem weißen Stück Stoff, das am Ende des eigentlichen Ärmels festgenäht ist und normalerweise von diesem herabhängt.
Die Wasserärmel dienen dazu, Gefühle und Handlungen auszudrücken. Das Erlernen der dazu notwendigen Bewegungen ist sowohl für männliche als auch für weibliche Darsteller ein essenzieller Teil der Ausbildung.